# Paul Orsen
Paul Orsen (30 de agosto de 1969) es un productor y director de nacionalidad francesa.

## Biografía
Es Executive MBA por el IE Business School de Madrid y licenciado en Derecho en Burdeos en Francia. Cursó estudios en la Escuela Superior de Estudios Cinematográficos en París. Empezó su carrera colaborando con el realizador Michel Gondry en los vídeos para los Rolling Stones, Lenny Kravitz, Daft Punk, Björk o Massive Attack.
Ha colaborado en los vídeos musicales premiados en los Premios Grammy MTV: Human Behaviour de Björk, y Protection de Massive Attack. También participó en la segunda unidad para la grabación de ZOO TV de U2 en París y en la grabación del vídeo Last goodbye de Jeff Buckley.
Paul Orsen ha desarrollado su carrera como fotógrafo y realizador en Francia, trabajando en sus últimos años para Why Us, sello de la productora de publicidad Première Heure. Fundó con Jean-Marc Maurice y Jean-Marc Brett la productora Orsen M Brett. Inicialmente en París, su sede se trasladó a Barcelona.
Productor y realizador de varios anuncios publicitarios, directos y videos musicales, se le conoce en España por su labor para artistas como El Canto del loco, Joaquín Sabina, Andrés Calamaro, Quique Gonzalez o Jorge Drexler.
Actualmente dedica su tiempo a un proyecto de investigación y experimentación en el campo de la fotografía sonora, basado en la captación visual del sonido, indagando en las experimentaciones que se han desarrollado a lo largo de la historia en este campo.
Premios:
Tokyo International Foto Awards (TIFA, 2018), Real Sociedad de la Fotografía (RSF, 2019).